# Campeonato Mundial de Basquetebol Feminino Sub-17
O Campeonato Mundial de Basquetebol Feminino Sub-17 é uma competição bienal de basquetebol para seleções nacionais femininas de até dezessete anos, organizado pela Federação Internacional de Basquetebol (FIBA).

## História
O torneio foi criado em 2010, e conta com seis edições realizadas, sendo cinco delas vencidas pelos Estados Unidos, apenas em 2016, a Austrália quebrou a hegemonia americana.

## Resultados

### Títulos por país
| Seleção        | Títulos                           | Vices                 | 3.º lugar | 4.º lugar |
| -------------- | --------------------------------- | --------------------- | --------- | --------- |
| Estados Unidos | 5 (2010, 2012, 2014, 2018 e 2022) | —                     | 1 (2016)  | —         |
| Austrália      | 1 (2016)                          | —                     | 1 (2018)  | —         |
| Espanha        | —                                 | 3 (2012, 2014 e 2022) | —         | —         |
| França         | —                                 | 2 (2010 e 2018)       | 1 (2022)  | —         |
| Itália         | —                                 | 1 (2016)              | —         | —         |
| China          | —                                 | —                     | 1 (2010)  | 1 (2016)  |
| Canadá         | —                                 | —                     | 1 (2012)  | 1 (2022)  |
| Hungria        | —                                 | —                     | 1 (2014)  | 1 (2018)  |
| Bélgica        | —                                 | —                     | —         | 1 (2010)  |
| Japão          | —                                 | —                     | —         | 1 (2012)  |
| Chéquia        | —                                 | —                     | —         | 1 (2014)  |